# 厄尔斯蒂克
厄尔斯蒂克（丹麥語：Ølstykke）是丹麥西蘭島北部艾厄代市鎮内的城鎮，及该市镇的行政中心。有22,030名居民。在2010年1月1日之前，厄尔斯蒂克曾經是一个独立的城市，但如今它已经与斯滕勒瑟合并，成為厄尔斯蒂克-斯滕勒瑟市區的一部分。